# Bahiaborstpanna
Bahiaborstpanna (Merulaxis stresemanni) är en akut utrotningshotad fågel i familjen tapakuler som enbart förekommer i ett litet område i östra Brasilien.

## Utseende och läten
Bahiaborstpannan är en medelstor (20 cm), långstjärtad fågel med tydliga borst på pannan, därav namnet. Näbben är slank och mörk. Hanen är enhetligt bly- eller skiffergrå med mörkt kastanjebrun övergump, undergump och övre stjärttäckare. Honan är kanelbrun ovan med mer sotfärgad stjärt och undersidan färggladare kanelröd. Fågeln är mycket lik nära släktingen svart borstpanna (Merulaxis ater), men lätet skiljer sig tydligt, en karakteristisk, fallande serie med musikaliska, visslande toner, mot slutet något stigande.

## Utbredning och systematik
Fågeln förekommer sällsynt och lokalt vid kusten i östra Brasilien, i Bahia. Den behandlas som monotypisk, det vill säga att den inte delas in i några underarter.

## Status
IUCN kategoriserar arten som akut hotad.

## Namn
Fågelns svenska och vetenskapliga artnamn hedrar Erwin Friedrich Theodor Stresemann (1889-1972), tysk ornitolog, upptäcktsresande och samlare av specimen.